# Харчистов, Виктор Владимирович
Виктор Владимирович Харчистов (11 декабря 1918, Киренский уезд, Иркутская губерния — 14 января 1982, Новосибирск) — советский лётчик-истребитель и лётчик-испытатель. В годы Великой Отечественной войны — лётчик-ас, сбивший в воздушных боях лично 10 самолётов противника. Герой Советского Союза (27.06.1945). Гвардии майор.

## Биография
Родился 11 декабря 1918 года в деревне Юрьева (ныне на территории Катангском районе Иркутской области, но сам населённый пункт прекратил существование) в рабочей семье. Русский. С 1925 года семья жила в городе Киренск Иркутской губернии, а в 11 лет (в 1929 году) вместе с семьей переехал в Новосибирск, где продолжил учёбу в школе. Окончил школу-семилетку в 1935 году, затем учился в школе ФЗУ (окончил в 1935 году). В 1935—1936 годах работал токарем в депо железнодорожной станции Новосибирск-Главный и на авиационном заводе № 153 в Новосибирске. Учился в Новосибирском аэроклубе. Затем окончил в 1938 году Ульяновскую Объединённую школу пилотов и авиатехников ОСОАВИАХИМа, по окончании которой ему было присвоено воинское звание младший лейтенант запаса и он был назначен лётчиком-инструктором Новосибирского аэроклуба. Работал в этой должности 3 года.
В Рабоче-крестьянскую Красную армию призван 15 ноября 1941 года. Имея достаточно серьёзный уровень подготовки, был сразу аттестован на должность военного лётчика с присвоением воинского звания лейтенант.
На фронт прибыл и к боевым действиям приступил 8 января 1942 года. Начал свой боевой путь на должности лётчика эскадрильи связи 162-го смешанного авиационного полка, базирующегося в посёлке Нарышкино Орловской области. Летал на самолёте У-2. После вывода полка на переформирование и переучивание продолжал боевую работу на самолёте У-2 в 681-м ночном бомбардировочном авиационном полку, входившем в ВВС 10-й армии Западного фронта и 359-й отдельной авиационной эскадрильи связи. Принимал участие в битве за Москву и в боях на Ржевско-Сычёвском направлении весной-летом 1942 года.
В должности командира звена 681-го ночного бомбардировочного полка 18 марта 1942 года за 49 успешных боевых вылетов ночью и 1 днём представлен к ордену Красного Знамени, но Военным советом Западного фронта 9 апреля 1942 года награждён медалью «За отвагу». Всего на самолётах У-2 совершил 118 боевых вылетов на обеспечение связи, ночные бомбовые удары и на разведку войск противника. Член ВКП(б) с 1942 года.
Добился перевода в истребительную авиацию. С апреля 1942 года продолжал службу в 621-м истребительном авиационном полку. С июля 1942 года командовал звеном в 3-м смешанном (тренировочном) авиационном полку 1-й воздушной армии.
Старший лейтенант Виктор Владимирович Харчистов с августа 1942 года служил в должности заместителя командира эскадрильи в 516-м истребительном авиационном полку 203-й истребительной авиационной дивизии 1-го штурмового авиационного корпуса. Воевал на Западном, Степном, 2-м Украинском и 1-м Украинском фронтах.
С октября 1943 года — командир эскадрильи 516-го истребительного авиационного полка 203-й истребительной авиационной дивизии 1-го штурмового авиационного корпуса. , с 5 февраля 1944 года — 153-го гвардейского истребительного авиационного полка 12-й гвардейской Знаменской истребительной авиационной дивизии 1-го гвардейского штурмового авиационного корпуса 2-й воздушной армии. Участвовал в Белгородско-Харьковской, Кировоградской, Корсунь-Шевченковской, Уманско-Ботошанской, Львовско-Сандомирской, Карпатско-Дуклинской, Висло-Одерской, Нижне-Силезской, Верхне-Силезской, Берлинской и Пражской наступательных операциях.
В полку и в дивизии гвардии капитан Виктор Харчистов считался одним из лучших ведущих групп истребителей по сопровождению штурмовиков Ил-2, со своими ведомыми был надёжным щитом, охраняющим штурмовиков от истребителей противника. Не было случая, чтобы штурмовики, прикрываемые группой гвардии капитана Харчистова, имели потери от вражеской авиации.
К маю 1945 года командир эскадрильи 153-го гвардейского истребительного авиационного полка 12-й гвардейской истребительной авиационной дивизии 1-го гвардейского штурмового авиационного корпуса 2-й воздушной армии (1-й Украинский фронт) гвардии капитан В. В. Харчистов совершил 368 боевых вылетов (из них 118 — на самолёте У-2 на бомбометание и на связь, 249 — на сопровождение и прикрытие штурмовиков на истребителе Як-1). Провёл 50 воздушных боёв, сбил лично 10 самолётов противника. Произвёл 42 штурмовки живой силы и техники противника.
«За образцовое выполнение заданий командования на фронте борьбы с немецкими захватчиками, проявленные при этом отвагу и геройство» Указом Президиума Верховного Совета СССР от 27 июня 1945 года командир эскадрильи гвардии капитану Харчистову Виктору Владимировичу присвоено звание Герой Советского Союза (медаль «Золотая Звезда» № 4840).
После окончания войны служил в своём полку. В августе 1946 года майор В. В. Харчистов уволен в запас.
Вернулся в Новосибирск, где с июня 1947 года работал летчиком-испытателем на авиационном заводе № 153 имени В. П. Чкалова. С 1951 года работал в Новосибирском аэроклубе заведующим учебной частью. Позднее работал инженером в Новосибирском филиале ЦАГИ, впоследствии переименованном в Государственный Союзный Сибирский научно-исследовательский институт авиации (СибНИА). Избирался депутатом городского Совета депутатов трудящихся Новосибирска.
Похоронен на Заельцовском кладбище Новосибирска.

## Воздушные победы В. В. Харчистова
| Дата                          | Противник | Место ведения воздушного боя                     | Свой самолёт |
| ----------------------------- | --------- | ------------------------------------------------ | ------------ |
| 07.07.1943 г.                 | 1 Fw-190  | Быковка (Быково)                                 | Як-1         |
| 07.08.1943 г.                 | 1 Ме-109  | Журавлёвка                                       | Як-1         |
| 22.08.1943 г.                 | 1 Ме-109  | Коваленков (Люботин)                             | Як-1         |
| 30.08.1943 г.                 | 1 Ме-109  | Белоусовка (Белуковка)                           | Як-1         |
| 30.05.1944 г.                 | 1 Fw-190  | западнее Вултуру (Вултурул)                      | Як-1         |
| 28.08.1944 г. (26.08.1944 г.) | 1 Fw-190  | Михалув (Крашкув)                                | Як-1         |
| 02.09.1944 г.                 | 1 Ме-109  | западнее Подлесье                                | Як-1         |
| 14.09.1944 г.                 | 2 Ме-109  | севернее Далева, второй — 5 км южнее аэр. Кросно | Як-1         |
| 17.02.1945 г.                 | 1 Ме-109  | западнее Ротвассер                               | Як-1         |

Итого сбито 10 немецких самолётов, все эти победы одержаны лично. Воздушные победы приведены в соответствии с данными М. Ю. Быкова.

## Награды
- Медаль «Золотая Звезда» Героя Советского Союза (№ 4840, 27.06.1945)[3];
- орден Ленина (27.06.1945)[3];
- два ордена Красного Знамени (25.08.1943[7], 17.07.1944[5]);
- орден Александра Невского (22.10.1944);
- орден Отечественной войны 1-й степени (17.09.1943)[4];
- медаль «За отвагу» (09.04.1942)[1];
- медаль «За боевые заслуги» (6.05.1946);
- другие медали.

## Память
- Мемориальная доска установлена в Новосибирске на доме № 53 по улице Крылова[8].